# Ophrynia superciliosa
Ophrynia superciliosa là một loài nhện trong họ Linyphiidae.
Loài này thuộc chi Ophrynia. Ophrynia superciliosa được Rudy Jocqué miêu tả năm 1981.